# Terug naar Neerpelt
Terug naar Neerpelt is een boek uit 2018 van de Vlaamse auteur Lieve Joris.
Als auteur van reisverhalen was Lieve Joris in het Midden-Oosten, Afrika, Oost-Europa en Azië. Nu keert zij terug naar haar geboortedorp Neerpelt en schrijft het verhaal van haar familie. In 2019 kreeg Joris hiervoor de publieksprijs Confituur Boekhandels.
Zij is de middelste van een groot gezin van negen. Als kind trekt zij naar haar grootmoeder. Haar artistiek begaafde oudste broer Fonny heeft een drankprobleem en een drugsverslaving. De vele vriendinnen, zijn ouders, broers en zusters tollen mee in de ontsporing van zijn turbulente leven.  